# Salome II
Salome II (ur. ok. 15 p.n.e.) - królewna żydowska.
Córka Heroda Wielkiego z małżeństwa z Elpis, jedno z jego najmłodszych dzieci obok Fazaela III i Roksany. W chwili śmierci ojca w 4 p.n.e. Salome II i Roksana były jedynymi niezamężnymi córkami Heroda.
Ojciec przeznaczył jej pewien zapis w testamencie, dodatkowo cesarz rzymski Oktawian August przyznał Salome II 250 000 sztuk srebra. Poślubiła swojego brata stryjecznego - nieznanego z imienia syna Ferorasa. Jej dalsze losy nie są znane. Zmarła bezpotomnie.